# Maurice de Hirsch
Maurice de Hirsch (hebrejsky: מוריס הירש, německy: Moritz von Hirsch, plným jménem Moritz svobodný pán von Hirsch auf Gereuth, často uváděn jako baron Maurice de Hirsch, 9. prosince 1831, Mnichov – 20. dubna 1896, Stará Ďala), byl německožidovský (později francouzskožidovský) bankéř, filantrop a významný sponzor židovských osidlovacích a vzdělávacích aktivit v 19. století.

## Mládí a kariéra podnikatele

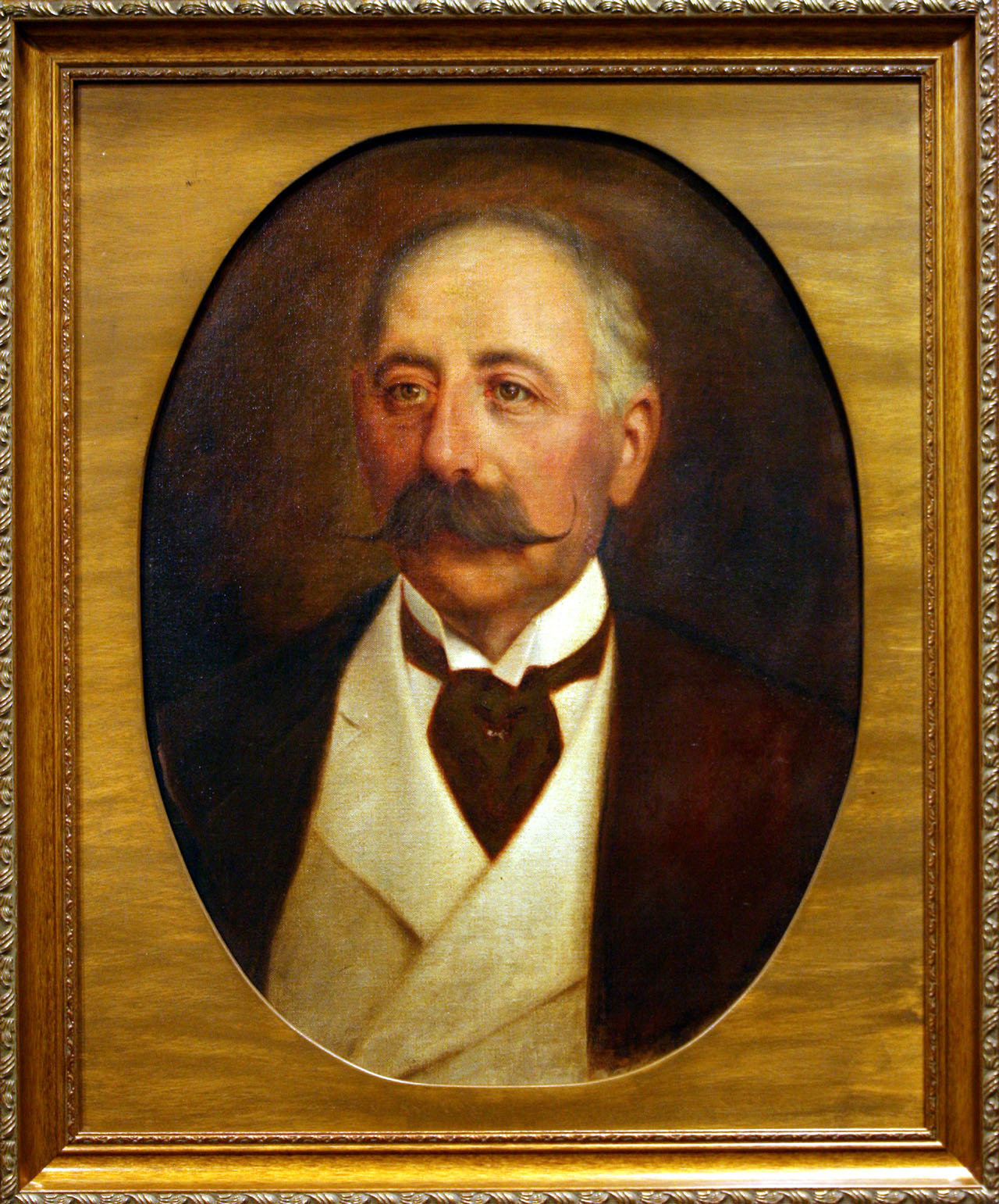
Portrét Maurice de Hirsche

Narodil se roku 1831 v Mnichově tehdy samostatném Bavorském království do rodiny bohatých židovských bankéřů, kteří byli spřízněni s panovnickými rody[zdroj?] a získali šlechtický titul. Mezi jeho blízké známé proto patřili například tehdejší princ z Walesu, pozdější král Eduard VII. nebo rakouský arcivévoda Rudolf, korunní princ rakousko-uherský. Hirschova matka Karoline Wertheimerová mu zajistila kvalitní vzdělání včetně náboženského studia a znalosti hebrejštiny.
V roce 1851 nastoupil Maurice de Hirsch k bance Bischoffsheim & Goldschmidt v Bruselu a roku 1855 se oženil s Clarou de Hirsch, dcerou ředitele banky, Jonathana Bischoffsheima. Clara podporovala filantropické aktivity svého manžela a sama na ně přispívala významnými finančními dary. Baron de Hirsch získal rozsáhlé bohatství zejména díky úspěšnému investování do výstavby železnic. Získal koncesi na výstavbu železnic v Osmanské říši. Podílel se také na budování cukrovarnického a těžařského průmyslu. V roce 1890 se jeho majetek odhadoval na 100 milionů dolarů v tehdejší hodnotě.
Byl majitelem panství Veveří a Rosice.

## Židovská filantropie
Své jmění začal baron de Hirsch používat na rozsáhlé filantropické aktivity ve prospěch Židů. Frankofonní židovské organizaci Alliance israélite universelle věnoval 200 000 dolarů na zřízení židovských škol na Blízkém východě. Později jí přispěl i na zbudování obchodních židovských škol a nakonec se rozhodl Alliance Israélite Universelle poskytovat pravidelný roční příspěvek 80 000 dolarů. Kromě toho založil vlastní vzdělávací instituci, Nadaci barona de Hirsche, jejímž působištěm byly židovské komunity v Haliči.
V roce 1891 založil de Hirsch Židovské kolonizační sdružení, organizaci s globálním záběrem, jejímž úkolem bylo pomáhat židovským emigrantům z východní Evropy se usazovat v zámoří, zejména v Brazílii a Argentině, kde pro ně měly vznikat zemědělské osady. Pro tento účel byl v Petrohradě zřízen ústřední výbor a v Argentině výkonné těleso pro přidělování půdy a práce v této zemi.
Činnost Židovského kolonizačního sdružení se rozšířila i do tehdejší turecké Palestiny, kde vzniklo několik zemědělských osad, které byly klíčové pro počátek novověkého židovského osidlování této země. Na tomto kolonizačním podnikání v Palestině se spolu s ním podílel další významný židovský filantrop Edmond James de Rothschild, který roku 1900 převedl své zemědělské osady zřízené v Palestině právě pod správu Židovského kolonizačního sdružení. Mezi baronem de Hirschem a sionisty ovšem nebyla shoda. Baron například odmítl žádost o finanční podporu pro sionistické hnutí, protože nepovažoval vznik židovského státu za reálný.
Baron zemřel roku 1896 ve městě Stará Ďala (maďarsky Ógyalla) v Rakousku-Uhersku, dnešní slovenské Hurbanovo. V jeho aktivitách pak pokračovala manželka Clara.
V Izraeli je po něm pojmenována vesnice Nir Cvi (Cvi bylo jeho hebrejské jméno) založená Židy z Argentiny a vesnice Sde Moše (Moše byla rovněž hebrejská varianta jeho jména).